# Fichtenhöhe
Fichtenhöhe è un comune di 478 abitanti del Brandeburgo, in Germania.

Appartiene al circondario (Landkreis) del Märkisch-Oderland (targa MOL) ed è parte della comunità amministrativa (Amt) Seelow-Land.

## Geografia antropica

### Suddivisioni amministrative
Il territorio comunale comprende 3 centri abitati (Ortsteil), corrispondenti ai vecchi comuni uniti:
- Alt Mahlisch
- Carzig
- Niederjesar